# Euphorbia basarabica
Euphorbia basarabica är en törelväxtart som beskrevs av Iuliu Prodan. Euphorbia basarabica ingår i släktet törlar, och familjen törelväxter. Inga underarter finns listade i Catalogue of Life.